# 里奥内格罗德尔蓬特
里奥内格罗德尔蓬特（西班牙語：Rionegro del Puente），是西班牙卡斯蒂利亚-莱昂萨莫拉省的一个市镇。总面积53平方公里，2001年总人口384人，人口密度7人/平方公里。